# Skaczący Francuzi z Maine
Skaczący Francuzi z Maine (ang. jumping Frenchmen of Maine) – bardzo rzadkie zaburzenie neurologiczne z nadaktywnością ruchową, jeden z klasycznych zespołów strachliwości, obok latah i miryachit. Sugerowano również, że jest kulturowo uwarunkowanym zaburzeniem zachowania. Objawami tego zaburzenia są echopraksja, echolalia, zautomatyzowane posłuszeństwo i nasilona strachliwość. Poza pierwszym opisem z 1880 roku w literaturze medycznej spotyka się jedynie pojedyncze opisy podobnych przypadków, z których najnowsze pochodzą z lat 80. XX wieku.

## Historia
Zespół opisany został przez George’a Millera Bearda, który zdiagnozował go u frankokanadyjskich drwali żyjących w odległych, izolowanych osadach nieopodal Moosehead Lake, w stanie Maine. Beard przedstawił opis zaburzenia na czwartym corocznym zebraniu Amerykańskiego Towarzystwa Neurologicznego w 1878 roku i szerzej w artykule w „Journal of Nervous and Mental Disease” z 1880 roku oraz w kilku innych doniesieniach. Opierał się na obserwacji pięćdziesięciu przypadków, z czego czternaście należało do czterech rodzin. Zwrócił uwagę na okresowy charakter występowania zaburzenia, jego przewlekłość, częstsze występowanie u mężczyzn, a także występowanie rodzinne. Schorzenie trafiło do podręcznika neurologii Oslera i opisywane było w podręcznikach neurologii i psychiatrii również w XX wieku.
Po doniesieniu Bearda w literaturze medycznej długo nie pojawiały się nowe opisy przypadków, dopiero dwa opisał Stevens w 1964 i 1965 roku. Saint-Hilaire i wsp. w 1986 roku przedstawili serię ośmiu przypadków. Pacjenci byli drwalami z regionu Beauce, w prowincji Quebec. Wśród badanych było siedmiu mężczyzn i jedna kobieta; byli w wieku od 55 do 77 lat, początek zaburzenia przypadał na 12–20 rok życia (średnio 16 rok życia). U sześciu drwali początek zbiegł się z podjęciem pracy, a u jednego wystąpiło wówczas pogorszenie istniejących już wcześniej objawów. Autor uznał, że zespół nie ma podłoża organicznego, ale raczej jest uwarunkowany czynnikami psychologicznymi.
Sugerowano, że podobnym, jeśli nie identycznym, zaburzeniem jest opisane w 2001 roku „wpadanie w furię” Cajunów z Luizjany.

## Objawy i przebieg
Beard opisał, jak nagły bodziec zmysłowy wywołuje u dotkniętych zaburzeniem niezwykłe reakcje; np. drwal nagle poproszony o zaatakowanie drugiej osoby robił to bez wahania, nawet jeśli miał w ręku siekierę, a osobą tą była jego matka. W odpowiedzi na krótkie komendy drwale podejmowali odpowiednie działania, często powtarzając przy tym słowa polecenia. Beard badał echolalię swoich pacjentów, czytając im tekst po łacinie (której nie znali); drwale powtarzali czytany tekst wykonując jednocześnie gwałtowne ruchy kończyn, czynności skakania lub rzucania przedmiotami. Nie występowała koprolalia, aczkolwiek część badanych warczała w odpowiedzi na głośne bodźce słuchowe.

## Związek z zespołem Tourette’a
Relacje Bearda zainteresowały Georges’a Gilles'a de la Tourette’a, który przetłumaczył pracę Bearda na język francuski, następnie porównał opisany zespół z pokrewnymi schorzeniami (latah, myriachit) i przywołał w swoim klasycznym opisie zespołu tików, znanego dziś od jego nazwiska zespołem Tourette’a.

## Etiologia
Obecnie uważa się, że zaburzenie to jest uwarunkowane kulturowo, podobnie jak malajskie latah, japońskie imu i syberyjskie miryachit, wiązane z opisanym przez Bearda zaburzeniem w grupę „kulturowo uwarunkowanych zespołów strachliwości” (ang. culture-bound startle syndromes). Niektórzy uważają, że są one „kulturowym rozwinięciem” fizjologicznej u ssaków reakcji przestrachu (ang. startle response). Szuka się również związku tych schorzeń z opisaną w 1958 roku przez Kirsteina i Silfverskiolda hiperekpleksją, mającą udowodnione podłoże genetyczne.

## Recepcja pracy Bearda i nawiązania w kulturze
Artykuł Bearda jest jedną z najczęściej cytowanych prac neuropsychiatrycznych napisanych przez XIX-wiecznych amerykańskich neurologów. „Skakanie” (ang. jumping) stało się częścią folkloru północnej Nowej Anglii. W wydanych w 1902 roku Pine Tree Ballads Holman Day zamieścił wiersz „The Jumper”, opowiadający o mężczyźnie, którego pożycie z żoną było utrudnione przez gwałtowne reakcje, wywoływane przez gwizd lokomotywy przejeżdżającego pociągu.